# 131a Brigada Mixta (Exèrcit Popular de la República)
La 131a Brigada Mixta va ser una unitat de l'Exèrcit Popular de la República creada durant la Guerra Civil Espanyola.

## Historial
La unitat va ser creada l'abril de 1937 a partir de la militarització de la columna «Macià-Companys». La 131a BM passaria a formar part de la 30a Divisió,, i segons VÍctor Torres i Miquel Morera estaria comandanda en els seus inicis pel comandant Imbernón. Estaria formada pels Batallons 521, 522, 523 i 524, cobrint un sector del front de Terol i amb Quarter General a la població de Montalbán. A la fi d'agost va prendre part en l'Ofensiva de Saragossa, i concretament en la batalla de Belchite, participant al costat de les brigades mixtes 32a, 117a en la conquesta de l'estació de ferrocarril i el cèrcol de la localitat. Primerament la 131a Brigada Mixta va arribar a penetrar a Puebla de Albortón amb els Batallons 521, 522 i 523, i amb el 524 com a reserva, per continuar després en direcció Fuendetodos i Belchite. Posteriorment intervindria en suport de la XII Brigada Internacional al sector de Villamayor. Segons el comissari polític del 521 Batalló, Víctor Torres, després de Belchite van retornar a les bases de sortida anteriors i la 131a Brigada Mixta va ser desplegada des de Montforte (Batalló 521) a Villar de los Navarros (Batalló 524), passant per Bádenas (Batalló 522). El Batalló 523 es quedava a la reserva.
El març de 1938, durant l'ofensiva franquista al front d'Aragó, la 131a BM va ser voltada en la zona d'Oyuela i va sofrir greus pèrdues, retirant-se les seves restes cap a Plenas, Albalat de Cinca, Calanda, Alcanyís i finalment Gandesa, on es van reorganitzar i passant per Lleida, intentar parar l'ofensiva franquista entre Barbastre i Montsó. Després va arribar al nord del riu Ebre. Va arribar a estar adscrita breument a l'Agrupació Autònoma de l'Ebre. A l'inici de la campanya de Catalunya es trobava situada en el sector d'Artesa de Segre, però hagué de retirar-se davant la pressió enemiga. Va arribar a participar en la defensa de Vic, retirant-se posteriorment a la frontera francesa.
L'escriptor i editor català Joan Sales i Vallès fou tinent de fusellers-granaders del 524 batalló d'aquesta brigada durant el conflicte.

## Comandaments
Comandants
- Comandant d'infanteria Andrés Imbernón[4][5]

- Comandant d'infanteria José Frías González-Mouvelles;[8]
- Major de milícies Vicente Martínez Luna;

Comissaris
- Benito Montagut Algueró;

Caps d'Estat Major
- capità d'infanteria Nicasio Riera Pou;
- capità de milícies Tomás Mogollón Mogollón;